# دارکوب پشت‌اخرایی
دارکوب پشت‌اخرایی (نام علمی: Celeus ochraceus) نام یک گونه از سرده دارکوب‌های خوش‌مو است.